# Король Лір (Шостакович)
«Король Лір» (рос. Король Лир), Oп. 137 — музика до фільму 1971 року «Король Лір» у постановці Григорія Козинцева, заснованого на трагедії Шекспіра, написана Дмитром Шостаковичем. Остання завершена музика до фільму Шостаковича.
Козинцев та Шостакович співпрацювали над фільмами з часів «Нового Вавилона» 1929 року. Режисер розпочав підготовку «Короля Ліра» наприкінці 1965 року і хотів знову працювати з Шостаковичем, який написав музику до його попереднього фільму «Гамлет». Проблеми, пов'язані з використанням музики у цьому фільмі та погіршенням здоров'я самого Шостаковича, яке включало 40-денну госпіталізацію для лікування в клініці Гавриїла Ілізарова у Кургані, затримали просування роботи над музикою до «Короля Ліра» до 1970 року. Подальші затримки, спричинені хронічними проблемами зі здоров'ям, а також одночасною роботою над «Вірністю» та Тринадцятим струнним квартетом, призвели до того, що композитор двічі пропонував режисеру замінити його. До травня 1970 року Козінцев повідомив Шостаковича, що вже занадто пізно шукати заміну, і тоді композитор зосередився над над партитурою.
З сімдесяти реплік, написаних для «Короля Ліра», менше половини було використано у фінальній версії. Остання репліка, написана Шостаковичем, була для хору а капела; партитуру було завершено 27 липня 1970 року. Саундтрек записано Ленінградським філармонічним оркестром під керівництвом Джемал-Еддіна Далгата та Миколи Рабіновича.
Прем'єра «Короля Ліра» відбулася 4 лютого 1972 року; пізніше того ж року опера була показана на Заході. Глядачі та критики високо оцінили музику Шостаковича, яку Козінцев назвав Рональду Хейману «справжнім голосом Шекспіра».

## Передісторія

### Витоки
Григорій Козінцев із Дмитром Шостаковичем були давніми співавторами над численними фільмами, починаючи з «Нового Вавилона» 1929 року. Також вони разом працювали над постановкою «Короля Ліра» Вільяма Шекспіра, яку було поставлено у Ленінграді у Великому драматичному театрі ім. Горького 1941 року.
Підготовка кінематографічної адаптації «Короля Ліра» розпочався наприкінці 1965 року з долучення до роботи Симона Вірсаладзе як художника-постановника. Раніше вони мали спільну роботу над «Гамлетом». Переконання Вірсаладзе в тому, що кіноверсія «Короля Ліра» повинна бути суворою за тоном та жестами, стало визначальними рисами проєкту Козінцева. Подальша поїздка до Японії підтвердила цей стилістичний напрямок для режисера. У цей час він знову познайомився з кабукі, з яким він вперше зіткнувся із Сергієм Ейзенштейном, коли трупа «Кабукідза» гастролювала Радянським Союзом у 1928 році. Козінцев також відвідав виставу театру Но, яку він описав як «філософську поему з ліричними відступами». Під час перегляду вистави йому згадався другорядний сюжет з «Короля Ліра». Зрештою, він записав у своєму щоденнику, що «нарешті зрозумів мистецтво класичної драми».
Під час подорожей Японією Козінцев зустрівся з Акірою Куросавою, Тосіро Міфуне та Хіроші Тешіґахарою. Вони мали тривалу розмову та обмінювалися думками про мистецтво. Радянський режисер також відвідав Хіросімський меморіал миру. Весь цей досвід залишив свій відбиток на його «Королі Лірі».

### Договір із Шостаковичем
Кастинг та пошук локацій для «Короля Ліра» розпочалися у 1968 році. Музику до попереднього фільму Козінцева, «Гамлет», написав Шостакович; режисер очікував знову використати його музику для «Короля Ліра». В одному з його щоденникових записів зазначалося, що російські переклади п'єси Шекспіра не могли зрівнятися з трагічною силою оригінальної англійської мови, але в симфоніях Шостаковича він знайшов якості, які були «подібними та однакової ваги».
Козінцев офіційно не просив про повторну роботу з Шостаковичем до листа від 22 травня 1968 року. Він порушив питання звукового поєднання, яке у «Гамлеті» було джерелом скарг для композитора, який вважав, що це поставило його музику у невигідне становище. Одна сцена з кіньми, що скачуть, викликала його особливе несхвалення:
Якщо йдеться про вибір між музикою та текстом, я погоджуюся, щоб слова Шекспіра заглушали музику. Але я не готовий погодитися на те, щоб музику заглушали копита.
З цього приводу Козінцев запевнив Шостаковича, що у «Короля Ліра» «зовсім не буде копит». Досвід роботи над «Гамлетом» спонукав режисера використовувати музику в «Королі Лірі» більш економно. У той час як у першому фільмі він шукав музику, яка була б «плоттю кінематографічних образів», для другого він сказав, що хоче музику лише для тих сцен, де це необхідно, і не має конкурувати зі сторонніми звуками. Це узгоджувалося з власними уподобаннями Шостаковича, який у 1948 році написав у відповідь на своє невдоволення звуковим поєднанням у «Мічуріні», що «музика повинна гратися лише там, де вона дійсно потрібна».
24 травня Шостакович відповів, що з нетерпінням чекає на завдання, але стурбований тим, що його погіршення фізичних здібностей може перешкодити роботі. З 1958 року він поступово втрачав здатність використовувати свої кінцівки, стан, який наприкінці 1969 року буде діагностовано як рідкісний тип поліомієліту; його син, Максим, пізніше сказав, що це захворювання рухових нейронів. Приватно композитор розглядав можливість відмови від пропозиції, але зрештою погодився через свою любов до Шекспіра та відданість Козінцеву. Режисер усвідомлював обмеження композитора та ставився до них з повагою. Він сказав, що для його нового фільму знадобиться набагато менше музики, ніж для «Гамлета». У випадку, якщо оригінальну партитуру неможливо буде написати, режисер запропонував повторно використати музику з їхньої співпраці над «Королем Ліром» 1941 року.
Прийнявши пропозицію Козінцева, Шостакович 3 грудня 1968 року написав Марієтті Шагінян, що сподівається, що його майбутня музика до фільму стане першим кроком до створення самостійного музичного твору за мотивами «Короля Ліра», давньої амбіції, яка залишилася нездійсненою.

### Композиція
Шостакович отримав завершений сценарій до «Короля Ліра» у грудні 1968 року разом із довгим листом від Козінцева, в якому пояснювалося, яку музику він хоче, зокрема для Блазня. Режисер попросив його писати не фонову музику для сцен, а мотиви для персонажів та конкретних ситуацій, а також для більш абстрактних тем. «Мені важко сказати, як найкраще скомпонувати не якийсь довгий музичний твір, а ці окремі елементи, що складають саму тканину дії», — писав він.
Зйомки «Короля Ліра» розпочалися 19 січня 1969 року. Три дні тому, 16 січня, Шостакович дозволив Козінцеву повторно використати його пісні для Блазня з їхньої співпраці над «Королем Ліром» 1941 року. 29 червня композитор надіслав свій перший твір оригінальної музики до фільму у відповідь на прохання режисера про «кілька дуже простих мелодій», які мав би виконати а капела Едгар, переодягнений у Бідного Тома. Леонхард Мерзін, який грав Едгара, заспівав пісні для Козінцева, який був задоволений, але не міг знайти для них відповідного місця у фільмі. Він запропонував Шостаковичу можливість використання їх недієгетично на початку фільму «ледь чутним сумним голосом». Пісні були записані для саундтреку в липні, перед зйомками самої вступної сцени, і без нагляду композитора. У фільмі була використана лише одна пісня, «Ще крізь глід віє холодний вітер». Ісаак Глікман пізніше вказав на схожість пісні з «Le Suicidé» з Чотирнадцятої симфонії Шостаковича, що композитор визнав.
Згодом Козінцев попросив Шостаковича «позивний» із зображенням дзвонів Блазня; музичний сигнал, який би вказував глядачеві, що «трансляція ось-ось почнеться і що він повинен налаштуватися на потрібну хвилю». Шостакович відповів коротким твором для ударних. Почувши його, Козінцев відчув, що він не пасує до фільму, хоча й сказав, що це чудовий музичний твір. «Результат був не знаком визнання», — писав він, — «а музичною характеристикою». Незважаючи на невдоволення скороченою музикою, Шостакович погодився на всі рішення Козінцева, виходячи з професіоналізму та переконання в необхідному синтезі мистецтв, необхідних для створення єдиного кінематографічного висловлювання.
Спочатку Шостакович мав труднощі з написанням музики до «Короля Ліра». На деякий час він зосередив свою енергію на Тринадцятому струнному квартеті, який розпочав у серпні. З листопада до 24 грудня він був у лікарні і не міг писати музику. 18 грудня Козінцев, який щойно повернувся до Ленінграда зі зйомок в Естонській РСР, повідомив композитора, що зйомки здебільшого завершені та, за прогнозами, завершаться у травні 1970 року. У своєму листі він детально пояснив, яку музику він очікує від «Короля Ліра». Режисер сказав, що в ній буде мало екшену, безпосередньо представленого музикою. Він не хотів «стилізації античності», як у «Гамлеті», а «мови сучасного мистецтва, якою ви виражаєте сучасний світ». Він також попросив твір у стилі салонної музики для супроводу сцени з Гонерильєю та репліку для хору а капела, яка б виражала «горе, людські страждання, які не мають меж» та «плач самої землі» . Шостакович відповів 24 грудня, що його щойно виписали з лікарні після 40-денного перебування, він готовий працювати з режисером над остаточним музичним планом фільму та що він завершить партитуру в 1970 році на своїй дачі в Репіно.
Вони зустрілися на студії «Ленфільм» у Ленінграді 15 січня 1970 року, де Шостакович переглянув попередні кадри фільму та високо оцінив результати. Після прибуття на свою дачу в Репіно він розпочав роботу над партитурою, але подальший прогрес знову затримався. Композитор поїхав лікуватися від ослаблених кінцівок до клініки Гавриїла Ілізарова в Кургані. Звідти 27 лютого Шостакович повідомив, що не зможе продовжувати роботу до квітня та запропонував замінити його. Козінцев відповів, запевнивши його, що графік та постановка задовольнять його потреби. На це Шостакович повторив, що погане здоров'я заважає йому завершити партитуру. «Знову ж таки пропоную вам подумати про мою заміну», – сказав він режисеру. Кшиштоф Меєр згадував, що композитор сказав йому в цей період, що він фізично не в змозі завершити музику. 1 травня Козінцев повідомив Шостаковича, що більше не може відкладати постановку. Він запропонував виключити всі репліки, що вимагають симфонічного оркестру, та зменшити використання музики до мінімального рівня, який дозволяє фільм. Однак він сказав, що знайти композитора на заміну вже неможливо.
Саме на початку травня Шостакович розпочав інтенсивну роботу над партитурою до «Короля Ліра», частини якої він написав одночасно з «Вірністю» та Тринадцятим струнним квартетом під час лікування в Кургані. 13 травня він надіслав Козінцеву низку вказівок, але попередив режисера, що не зможе покинути клініку Ілізарова, щоб взяти участь у записі саундтреку 22 травня. Композитора виписали з клініки 11 червня; 18 червня він прибув до Репіно, де продовжив роботу над партитурою до фільму. Того ж дня він відвідав «Ленфільм», щоб переглянути більше відзнятого матеріалу та бути присутнім на записі саундтреку з Ленінградським філармонічним оркестром під керівництвом Джемал-Еддіна Далгата. З цього моменту і до завершення роботи над партитурою Шостакович і Козінцев тісно співпрацювали, регулярно зустрічаючись особисто та телефоном. Композитор надав музику для симфонічного оркестру, зокрема для сцени бурі, яку він прагнув написати, незважаючи на пропозицію режисера не робити цього. Фінальною реплікою, яку Шостакович написав для фільму, став хоровий «Плач», який глибоко вразив Козінцева:
Шостакович висловлював співчуття, як силу. У горі його «плачу» міститься стільки почуттів, що це породжує віру: лихі часи минуть, вони не можуть інакше, якщо чути такий голос.
Вся робота над партитурою була завершена 27 липня 1970 року. В інтерв'ю «Известиям» Шостакович зазначив, що процес створення партитури до «Короля Ліра» був «довгим і трудомістким зусиллям». Це була остання завершена співпраця між Козінцевим та Шостаковичем.

## Музика

### Репліки
Загалом Шостакович написав сімдесят музичних реплік для «Короля Ліра», з яких менше половини було використано у фільмі. Першими опублікованими були салонний твір для сцени вечері з Гонерильєю та хорова а капела «Плач»; обидві вони були опубліковані 1976 року Г. Ширмером, остання під назвою «Тужлива пісня». У 1987 році фірма «Музика» відібрала двадцять реплік для публікації у 42-му томі зібрання творів музики Шостаковича. Нове зібрання творів 2017 року, випущене видавництвом DSCH Publishers, доповнило їх раніше неопублікованими піснями для «Бідного Тома», включаючи ті, які не були записані для саундтреку до фільму.
Загальна тривалість усіх опублікованих реплік становить приблизно 30 хвилин.
Опубліковані репліки:
| Номер | Назва                         | Темп       | Ноти |
| ----- | ----------------------------- | ---------- | --- |
| 1     | Ріг вождя жебраків            |            | |
| 2     | Ріг вождя жебраків            |            | |
| 3     | Від'їзд королівської свити    | Allegro    | |
| 4     | Едмунд віддає наказ атакувати | Allegro    | |
| 5     | Едмунд віддає наказ на дуель  | Allegro    | |
| 6     | Сурмач Едгара кличе назад     |            | |
| 7     | Дзвони блазня                 | Allegretto | Не використовується у фільмі |
| 8     | Шаурма блазня                 | Moderato   | |
| 9     | Мисливський ріг               | Allegro    | |
| 10    | Поклик смерті                 | Adagio     | |
| 50    | Вступ (Марш часу)             | Adagio     | |
| 51    | Перше побачення замку Ліра    | Adagio     | |
| 52    | [Без назви]                   | Moderato   | |
| 53    | Початок катастрофи            | Adagio     | |
| 54    | Голос правди                  | Adagio     | |
| 55    | Буря                          | Moderato   | |
| 56    | Плач                          | Adagio     | Фінальна репліка, написана для фільму |
| 57    | Буря (Початок)                | Adagio     | |
| 58    | Вечеря у Гонерильї            | Allegretto | У тональність Соль мажор, це єдина репліка у фільмі з ключовим знаком.                                                                      |
| 70    | Кінець фільму. Фінал          | Moderato   | |
|       | Пісні бідного Тома            |            | З п'яти складених пісень для саундтреку була записана лише перша. Їхні відповідні темпові позначення: . = 58, = 80, = 100, = 66, та . = 66. |

### Інструменти
Інструменти для «Короля Ліра»:
| Дерев'яні духові 3 флейти (3-тє подвоєння пікколо) 2 гобої 3 кларнети (3-тє подвоєння кларнета мі-бемоль) 2 фаготи Мідні духові інструменти 4 валторни 3 труби 3 тромбони туба | Ударні литаври бубон малий барабан тарілки там-там оркестрові дзвони дзвіночки ксилофон | Голоси чоловічий голос а капела для Блазня (шпрехгезанг) чоловічий голос а капела для Едгара в ролі Бідного Тома (шпрехгезанг) хор SATB а капела Струнні арфа перші скрипки другі скрипки альти віолончелі контрабаси |

Окрім вищезазначеного, у саундтреку також використовувався шофар. За словами Йосипа Шапіро, який був присутній на деяких сесіях запису саундтреку, Шостакович і Козінцев мали проблеми з сигналом для валторни. Ні валторна, ні труба, ні тромбон не видавали потрібного їм звуку. Шапіро згадав їм про шофари, які він бачив у своїй синагозі. Він роздобув для них літнього шофарника, який записав сигнал до їхнього задоволення. Той самий музикант пізніше з'явився, граючи на своєму інструменті у фільмі.

### Рукописи
Ескізи, чернетки та партитура для автографа зберігаються в архівах родини Шостаковичів. Ескізи та чернетки складають 12 сторінок нотного запису на двох двосторонніх та трьох односторонніх аркушах нотного паперу форматом 12 шт. Серед них ескіз до «Від'їзду королівської свити», який, як вважається, був написаний в Репіно у січні та лютому 1970 року, що робить його найдавнішим у цій групі рукописів. Остаточна партитура для автографа написана на двадцяти аркушах нотного паперу, що складається з чотирьох аркушів нотного паперу форматом 12 шт., восьми аркушів нотного паперу форматом 24 шт. та восьми аркушів нотного паперу форматом 30 шт. Окрім власне нот, вони також містять виправлення та примітки композитора, написані синім та фіолетовим чорнилом, а також позначки диригента олівцем та червоним чорнилом.
Партитури пісень до опери «Бідний Том» зберігаються окремо в Центральному державному архіві літератури та мистецтва в Санкт-Петербурзі. Їх було знову відкрито на початку 2010-х років кінознавцем Яковом Бутовським, який знайшов їх загубленими серед документів, що стосуються «Гамлета» Козінцева. Нотатки до них написані на одній стороні 24-нотного нотного паперу під назвою «Пісні бідного Тома», складеного горизонтально посередині. Кожна пісня має позначки метронома та пронумерована послідовно.

## Саундтрек
Саундтрек виконує Ленінградський філармонічний оркестр під керівництвом Джемал-Еддіна Далгата та Миколи Рабіновича. Останній регулярно диригував саундтреками до фільмів Шостаковича.

## Рецепція
Прем'єра фільму «Король Лір» відбулася 4 лютого 1972 року. Фільм мав успіх у глядачів, а критики особливо відзначили музику Шостаковича. Пізніше того ж року фільм вийшов на Заході, де він зустрів аналогічне схвалення. Майкл Біллінгтон у Birmingham Post сказав, що «захоплива музика» Шостаковича сприяла «приголомшливому фільму» Козінцева. Козінцев, згідно з посмертно опублікованим інтерв'ю з Рональдом Хейманом, значною мірою завдячував Шостаковичу тріумфу фільму у глядачів та преси:
Я думаю, що його розуміння всієї трагічної та гротескної образності в Шекспірі ідеальне. …Я думаю, що це справжній голос Шекспіра, і я дуже вдячний Шостаковичу. Коли я чую музику Шостаковича, мені здається, що я чув вірші Шекспіра. Можна скоротити частину куплету, якщо у вас є його партитура для заміни, і я справді зробив скорочення спеціально через музику, яку він написав, і в багатьох місцях мого сценарію, перш ніж я почну знімати, я знаю, що використовуватиму не людські голоси, а голос музики Шостаковича. Наприклад, у сцені бурі головним голосом є музика. Це перемога зла, всієї сили зла жорстокості.
У листі від 9 серпня 1972 року Шостакович зауважив Козінцеву: «Наш Лір, здається, має успіх у багатьох країнах».

## Вплив
Одним із творів, який Шостакович написав одночасно з «Королем Ліром», був його «Тринадцятий струнний квартет». Невдовзі після завершення роботи над музикою до фільму, 10 серпня 1970 року, він завершив камерний твір. Квартет доповнено розділами, заснованими на «Плачі» з «Короля Ліра». Ольга Домбровська, яка написала пояснювальну записку до видання музики до фільму «Нове зібрання творів» видавництва DSCH Publishers, припускає, що репліка «Буря» та «Буря (Початок)» також могла вплинути на коду квартету.